# Gaivota-de-bonaparte
Guincho-americano, garrincho-americano ou gaivota-de-bonaparte (Chroicocephalus philadelphia) é uma ave pertencente à família Laridae. É bastante parecida com um guincho-comum, sendo contudo um pouco mais pequena. Distingue-se pela nuca acinzentada, pelo bico preto e pelas patas rosadas.
Esta ave nidifica na América do Norte, sendo de ocorrência muito rara na Europa.

## Subespécies
A espécie é monotípica (não são reconhecidas subespécies).